# Freeport, Nova Scotia
Freeport är en ort i Kanada.   Den ligger i provinsen Nova Scotia, i den sydöstra delen av landet, 800 km öster om huvudstaden Ottawa. Freeport ligger 14 meter över havet och antalet invånare är 291.
Terrängen runt Freeport är platt. Havet är nära Freeport åt sydväst. Trakten är glest befolkad. Närmaste större samhälle är Tiverton, 15,2 km nordost om Freeport. 